# Salionze
Salionze è una frazione del comune di Valeggio sul Mincio, in provincia di Verona.

## Geografia fisica

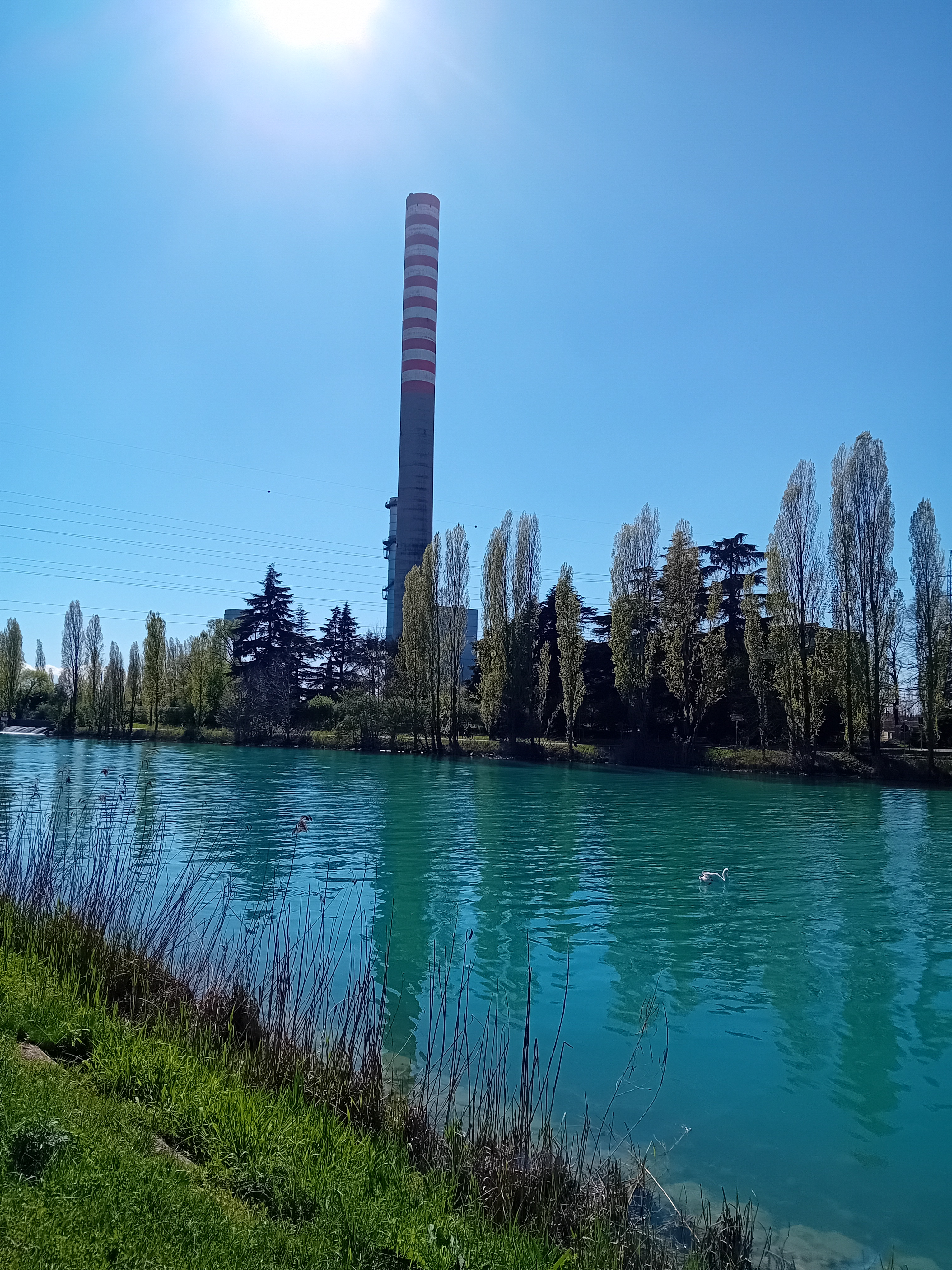
Salionze

Salionze, la frazione più densamente popolata di Valeggio sul Mincio, si trova a nord del capoluogo, in prossimità della direzione che conduce al suggestivo lago di Garda. Con la sua posizione strategica, Salionze non solo offre una vivace comunità locale ma permette anche un facile accesso alle bellezze naturali e culturali della zona, accentuando il suo ruolo centrale nel contesto del comune di Valeggio sul Mincio.

## Storia

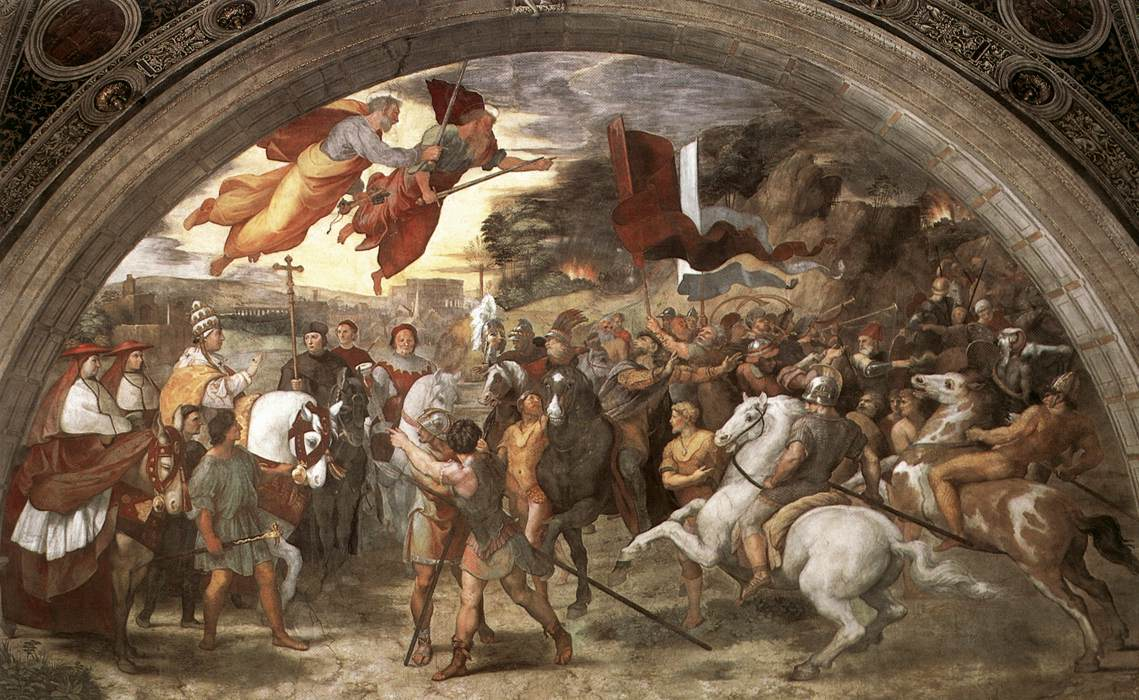
Incontro tra Leone il Grande e Attila, Affresco, 1514, Stanza di Eliodoro, Palazzi Pontifici, Vaticano. L'affresco fu completato durante il pontificato di Leone X (papa dal 1513 al 1521). Secondo la leggenda, la miracolosa apparizione dei Santi Pietro e Paolo armati con spade durante l'incontro tra Papa Leone e Attila (452) avrebbe spinto il re degli Unni a ritirarsi, rinunciando al sacco di Roma.

Salionze e precisamente l'"Ager Ambulejus", assieme a Governolo e Ponteventuno, in provincia di Verona, sarebbe uno dei luoghi in cui avvenne nel 452 lo storico incontro tra Attila e Papa Leone I, che fermò le incursioni del condottiero unno. La tradizione fa infatti risalire il nome del paese a quello di Papa Leone I. Ogni anno, in occasione della sagra di Salionze, viene organizzata la rievocazione storica in costume dell'evento.

## Monumenti e luoghi d'interesse

### Architetture religiose
- Chiesa di San Giovanni Battista, nel 1526 fu già eretta in parrocchia, inoltre un tempo era cappella soggetta alla pieve di Sant'Andrea in Sandrà.[8] La chiesa, caratterizzata da una facciata neoclassica, presenta un timpano sopra il tetto, arricchito da due pinnacoli e una croce. La facciata è decorata con cornici e suddivisa da quattro lesene. Sul fianco sinistro, vi è un piccolo monumento ai caduti, incorniciato da due cipressi, e l'accesso laterale. Il campanile, di notevole rilevanza, spicca con un orologio e una ampia cella campanaria, culminando in un coronamento a cipolla poligonale di rame, sostenuto da un tamburo. La canonica e altri spazi parrocchiali sono adiacenti sul lato settentrionale. La chiesa attuale si affaccia su via Trento, una delle strade principali che collega il borgo a Cavalcaselle, lungo l'importante arteria Verona-Brescia. L'edificio sacro, con un'abside insolitamente orientata a ponente, ha una pianta rettangolare all'interno. Il tetto a capanna è decorato da una controsoffittatura a cassettoni dipinti, sorretto da capriate lignee a vista. La chiesa contiene due cappelle laterali, una dedicata a San Giovanni Battista e l'altra alla Madonna Addolorata. Il presbiterio conserva un elegante altare maggiore con tabernacolo, sormontato da una cupola affrescata. Nell'abside è presente una tela dedicata al patrono. Le pareti laterali della navata sono adornate da affreschi raffiguranti una notevole teoria di santi. I quadri della Via Crucis risalgono al XIX secolo, mentre sulla parete destra si conserva l'antico pulpito ligneo. Un'immagine di San Giuseppe con il Bambino risplende nella vetrata sovrastante la controfacciata, aggiungendo un tocco di spiritualità e arte alla chiesa.[9]